# Курдманш (Ер)
Курдманш (фр. Courdemanche) насеље је и општина у северној Француској у региону Горња Нормандија, у департману Ер која припада префектури Евре.
По подацима из 2011. године у општини је живело 597 становника, а густина насељености је износила 66,41 становника/km². Општина се простире на површини од 8,99 km². Налази се на средњој надморској висини од 136 метара (максималној 142 m, а минималној 110 m).

## Демографија
| 1962. | 1968. | 1975. | 1982. | 1990. | 1999. | 2011. |
| ----- | ----- | ----- | ----- | ----- | ----- | ----- |
| 169   | 190   | 223   | 298   | 462   | 479   | 597   |

График промене броја становника у току последњих година